# メモリアル映像館
メモリアル映像館（メモリアルえいぞうかん）は、朝日放送（ABC）で毎週日曜日に放送されていたテレビ番組。

## 概説
毎週ひとつのテーマに沿った映像と曲で構成されている。
映像は朝日放送のアーカイブで、主に放送エリア内の近畿地方と徳島で起こった出来事を中心に、ごく最近のカラー映像から、白黒映像でかなり昔の時代までの映像 が見られる番組である。
一時期、映像をバックに当時のアナウンサーの声もしくは、男性のナレーションが付いていた時期があった。
2008年9月28日に放映終了した。

## 放送時間
- 1996年～2006年3月25日　土曜5:30 - 5:45
- 2006年4月2日～2008年9月28日　日曜5:05 - 5:20（16分）

## 製作
- 著作：朝日放送
- 協力：ABCリブラ
- プロデューサー：千代隆[3]→板井昭浩
- ディレクター：大濱雅子・千葉雄太・松村綾希・木下真知子・渡辺晃司・堀正義・中慎一郎・泉香・谷口雄紀　ほかで、ディレクターは上述各氏の中から毎回1人が担当している